# Krzysztof Łapiński
Krzysztof Paweł Łapiński (ur. 26 czerwca 1978 w Warszawie) – polski polityk i samorządowiec.
W latach 2015–2017 poseł na Sejm VIII kadencji, w latach 2017–2018 rzecznik prasowy prezydenta i sekretarz stanu w Kancelarii Prezydenta RP.

## Życiorys
W 2004 ukończył studia magisterskie na kierunku nauki polityczne na Wydziale Dziennikarstwa i Nauk Politycznych Uniwersytetu Warszawskiego, a w 2009 studia podyplomowe z zakresu public relations na tej samej uczelni. W 2002 zaangażował się w działalność polityczną w ramach Prawa i Sprawiedliwości. Był pracownikiem biura prasowego klubu parlamentarnego PiS oraz rzecznikiem prasowym ministra Zbigniewa Wassermanna. Od 2008 zatrudniony w partyjnej centrali, od 2014 jako zastępca rzecznika prasowego PiS. Był członkiem Rady Osiedla Grochów Północny, a w latach 2002–2010 i 2014–2015 – radnym warszawskiej dzielnicy Praga-Południe.
W wyborach parlamentarnych w 2015 wystartował do Sejmu w okręgu pilskim. Uzyskał mandat posła VIII kadencji, otrzymując 8114 głosów, z którego zrezygnował 11 maja 2017, gdy prezydent Andrzej Duda powołał go na stanowisko sekretarza stanu w Kancelarii Prezydenta RP, powierzając mu kwestię kontaktów z mediami. We wrześniu 2018 złożył rezygnację z funkcji rzecznika w związku z planami założenia firmy z branży PR.